# Preis der deutschen Schallplattenkritik
De Preis der deutschen Schallplattenkritik (afgekort tot PdSK) is een prijs voor hoogwaardige geluidsopnamen, die onafhankelijk van de geluidsopname-industrie wordt toegekend door de muziekrecensenten die gespecialiseerd zijn in geluidsopnamen en zich hebben verenigd in een vereniging met dezelfde naam.

## Geschiedenis
De Preis der deutschen Schallplattenkritik werd in 1963 geschonken door de ondernemer Richard Kaselowsky jr. uit Bielefeld, wiens Bielefelder Verlagsanstalt onder meer de Bielefelder Katalog en het Fono Forum uitgaf. Het werd toen nog als medaille en door een onafhankelijke jury van 44 platencritici uitgereikt. De oprichtende secretaris Hans-Otto Spingel was de hoofdredacteur van het Fono Forum. Van 1964 tot 1972 was de muziekrecensent Carl-Heinz Mann van het Hamburger Abendblatt uitvoerend secretaris van de prijs. Ingo Harden nam in 1973 de functie over, die hij tot 2000 bekleedde.
Er was geen financiële schenking aan de prijs gekoppeld. In 1963 werd deze uitgereikt in Hamburg, sinds 1964 in de Berliner Akademie der Künste. In de jaren na 1968 was de Arbeitsgemeinschaft Schallplatte e. V. en Sender Freies Berlin betrokken bij de prijsuitreiking. De prijs werd daarna omgedoopt tot de Deutscher Schallplattenpreis. Sinds 1988 wordt het weer de Preis der deutschen Schallplattenkritik (PdSK) genoemd.
In de beginjaren werden opnamen van klassieke muziek van alle genres, jazz, woord en lichte muziek van operettes tot chansons uitgegeven, maar al snel werden ook technisch en artistiek hoogwaardige producties van pop- en rockmuziek bekroond. Nadat de Bundesverband der Phonographischen Wirtschaft de prijs vanaf het begin financieel had gesteund, nam de nieuw opgerichte Deutsche Phono-Akademie in 1974 de volledige sponsoring van de prijs over. Naast klassieke muziekexpert Ingo Harden waren Peter Höhne en na hem Holger Arnold secretarissen voor de popmuziek.
In 1979 gingen de Phono-Akademie en de juryleden hun eigen weg. Op initiatief van Ingo Harden en Karl Breh, de hoofdredacteur van het tijdschrift HiFi-Stereophonie, werd de jury onafhankelijk. Naast de jaarlijkse onderscheidingen werden voor het eerst de zogenaamde kwartaallijsten gepubliceerd en sinds 1981 wordt ook de Artiest van het Jaar gehuldigd. Artiesten en andere persoonlijkheden die hebben bijgedragen aan de kwaliteit van de opnamen kregen later eretekens en sinds 1990 erecertificaten. Met de steun van de Phono-Akademie en het Deutsche High-Fidelity Institute (dhfi) organiseerden de juryleden in 1987 voor het eerst een congres naast de prijsuitreiking in Hamburg.

## Oprichting vereniging
In 1988 verliet de vorige coördinator Karl Breh de jury. De dhfi en het Düsseldorfse beursbedrijf NOWEA, dat betrokken was bij de financiering, trokken zich terug uit de financiering. In december van hetzelfde jaar werd in Frankfurt am Main de Preis der deutschen Schallplattenkritik opgericht, die uit 83 juryleden bestond en op 13 januari 1989 in het register van verenigingen werd ingeschreven.
Joachim Matzner (voorzitter), Ingo Harden en Michael Rieth werden gekozen in het oprichtingsbestuur. In 2000 nam Ingo Harden ontslag als secretaris, evenals zijn bestuurscollega's Hanspeter Krellmann (eerste voorzitter sinds 1993) en Matthias Inhoffen. De voorzitter van de raad van bestuur in de daaropvolgende jaren tot 2008 was Martin Elste van het Staatlichen Institut für Musikforschung in Berlijn. Zijn opvolger Lothar Prox, hoogleraar media-esthetiek aan de Robert-Schumann-Hochschule Düsseldorf, stelde de prijs in 2009 in Bonn in. Op 5 november 2011 werd de muziekjournaliste Eleonore Büning verkozen tot eerste voorzitter.
Volgens de statuten is het doel van de vereniging: het bevorderen van artistiek en technisch hoogwaardige geluidsdragers en audiovisuele media, in het bijzonder door het uitreiken van jaarlijkse prijzen voor uitmuntende publicaties op dit gebied, het publiceren van een lijst die regelmatig verschijnt, wat wijst op artistiek uitstekende publicaties. Verdere onderscheidingen kunnen worden toegekend aan persoonlijkheden die speciale inspanningen hebben geleverd om het doel van de vereniging te bereiken door middel van artistiek, technisch of commercieel werk.
Vandaag telt de vereniging ongeveer 160 juryleden in 32 categorieën. Ze bekijken en evalueren uitstekende nieuwe muziek- en audioboekproducties, evenals filmmuziekdocumentaires, ongeacht het transmissiemedium, of het nu vinyl, compact disc, dvd of streaming is. Inhoudelijk bestrijken de 32 jury's het hele muzikale spectrum, van oude muziek tot heavy metal. Ook worden luisterboeken, filmmuziek en speciale kinderproducties (zoals hoorspelen en kinderliedjes) bekeken.
De statutaire zetel van de vereniging is sinds 1988 Frankfurt am Main gebleven; het kantoor was tot eind 2017 gevestigd in het Huis van Cultuur in Bonn. Begin januari 2018 verhuisde de PdSK terug naar Berlijn en betrok het kantoor in het Maison de France aan de Kurfürstendamm.

## Prijzen
Elk najaar reikt de vereniging jaarlijks prijzen uit in verschillende categorieën voor uitmuntende publicaties van de afgelopen twaalf maanden. Jaarlijks worden drie ereprijzen uitgereikt. De jurering van de jaarlijkse prijzen is de verantwoordelijkheid van een jaarlijkse commissie bestaande uit critici van serieuze en lichte muziek.
Van 1990 tot 1997 werden de jaarlijkse prijzen uitgereikt tijdens de Musikmesse Frankfurt, daarna tot 2000 op het Bonn Beethoven Festival. Van 2001 tot 2008 vond de jaarlijkse prijsuitreiking plaats in het Staatlichen Institut für Musikforschung in Berlijn, waar ook gespecialiseerde conferenties over kwesties van muziekeducatie en kritiek werden gehouden. Sinds 2011 wordt de prijs decentraal en met meer publiciteit uitgereikt tijdens het optreden van de geëerde artiest.
In 2010 vond de prijsuitreiking weer plaats op het Bonn Beethoven Festival. In Bonn stonden bij de wisselende PdSK-jurysamenstelling ook fonografische kwartetten op het programma. Terwijl de jaarlijkse ereprijzen traditioneel worden uitgereikt aan artiesten en producenten in de vorm van een oorkonde, is er sinds 2011 een extra speciale prijs voor uitmuntende artiesten. Deze wordt vertegenwoordigd door een kleine sculptuur van de kunstenaar Daniel Richter en kreeg de naam 'Nachtigall'. De eerste ontvanger was de concertpianist Murray Perahia en Udo Lindenberg ontving onlangs de prijs.